# Roc de les Gralles
El Roc de les Gralles és una muntanya de 761 metres que es troba al municipi de les Valls d'Aguilar, a la comarca de l'Alt Urgell.